# Gösta Hallencreutz
Gustaf (Gösta) Hallencreutz, född 27 juni 1881 i Malmö, död 7 december 1952 i Stockholm, var en svensk illustratör och dekorationsmålare.
Han var son till ryttmästaren Fredrik Hallencreutz och Emily Dickson och gift andra gången från 1940 med Olga Emma Nathalia Raphael-Linden. Hallencreutz studerade konst i Berlin 1899–1903 och därefter vid Tekniska skolan och Althins målarskola i Stockholm fram till 1907. Han for därefter till Amerika där han bedrev självstudier i New York. Han etablerade en reklam och dekorationsateljé i Stockholm där han bland annat utförde illustrationer av barnböcker och dekorationsmålningar. Tillsammans med sin andra fru utförde han några dekorationsmålningar i ett par Stockholmsrestauranger. Bland hans egna offentliga arbeten märks några dekorationsmålningar utförda i amerikanska kyrkor. Hans konst består av figurkompositioner med bland annat Bellmansmotiv i olja eller akvarell. Hallencreutz är begravd på Norra begravningsplatsen utanför Stockholm.